# Ernestine Christine Reiske

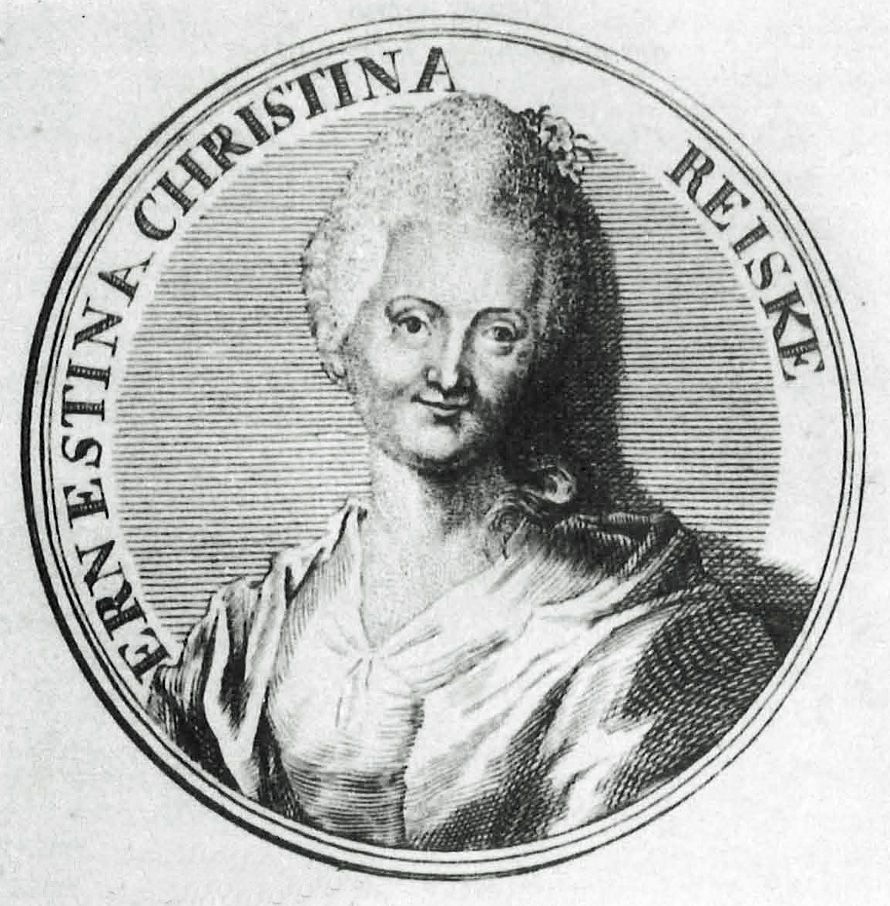
Ernestine Christine Reiske (um 1770)

Ernestine Christine Reiske, geborene Müller (* 2. April 1735 in Kemberg; † 27. Juli 1798 ebenda) war eine deutsche Autorin und Privatgelehrte.

## Leben
Ernestine Christine Müller wuchs als jüngste von zehn Kindern des Kemberger Propstes und Superintendenten August Müller senior (1679–1749) und dessen Frau Eleonore Christine Müller geborene Nitzsch (1697–1780) auf. Von ihrem Vater tiefgehend vorgebildet, übernahm nach dessen Tod ihr ältester Bruder Gottlieb ihre weitere geistige Erziehung. Daneben las sie viel über philosophische Themen, beschäftigte sich mit Genealogie und spielte auf dem Klavier. Nach der Eheschließung ihres Bruders 1755 trug sie zu ihrem und dem Lebensunterhalt ihrer Mutter bei. Mit dieser zusammen in Leipzig lebend, gelang es ihr Zugang zur „Gesellschaft der freien Künste und Wissenschaft in Leipzig“ zu finden. Hier lernte sie den Schriftsteller und Literaturwissenschaftler J.C. Gottsched, wie auch den Philologen Johann Jacob Reiske (1716–1774) kennen.
In ihren jüngeren Jahren mehrere Heiratsanträge ausschlagend, gab sie schließlich den Werbungen des 20 Jahre älteren Reiske nach und schloss mit ihm am 23. Juli 1764 den Ehebund. Dieser wirkte als Rektor der Nikolaischule Leipzig und war fachlich als Orientalist und Gräzist anerkannt. Auf Grund seines schwierigen Charakters machte er jedoch keine Karriere.
Nachdem die hochintelligente Frau von diesem in vier Sprachen eingeführt worden war, darunter Griechisch und Latein, half sie ihm beim Abgleich von Handschriften sowie bei der Drucklegung seiner Werke. Um die Schriften ihres kranken Mannes zu veröffentlichen, versetzte sie unter anderem ihren persönlichen Schmuck. Zwischen ihr und Gotthold Ephraim Lessing, mit dem zunächst ihr Gatte in Kontakt getreten war, entwickelte sich ab 1771 eine intensive Brieffreundschaft. Für ihn übersetzte sie die Fabeln des Aesop aus dem Griechischen ins Deutsche. Mit Lessing lange Zeit in Briefverkehr bleibend, hoffte Reiske nach dem Tod ihres Mannes, dass er sie heiraten würde, was jedoch nicht erfolgte.
Als Witwe vollendete Reiske im Eigenverlag die monumentale Ausgabe der Oratores Graeci (1770–1775) ihres Mannes und publizierte auch weitere von ihm nachgelassene umfangreiche, z. T. mehrbändige Werke. 1785 verfasste sie, als einzige Frau überhaupt, vier Beiträge für das Magazin zur Erfahrungsseelenkunde und verteidigte ihren Mann öffentlich gegen die Kritik des Theologen J. D. Michaelis. Durch den Verkauf der arabischen Manuskripte ihres Mannes an den dänischen Gelehrten Peter Frederik Suhm erhielt sie eine ansehnliche Pension. Dazu kam, dass sie durch eine äußerst geschickte Vermarktung der von ihr verlegten Bücher beachtlichen Wohlstand erwarb.
Reiske pflegte einen ausgedehnten Briefverkehr mit vielen Gelehrten. Sehr engen Kontakt hielt sie ab 1777 mit dem viel jüngeren braunschweigischen Landdrost Moritz von Egidy (1756–1820), mit dem sie eine Lebens- und Arbeitsgemeinschaft einging. Zur Wahrung ihres Rufes adoptierte sie ihn pro forma. Mit ihm zusammen zog sie 1780 erst nach Dresden, wo sie einige Monate lebten. Daraufhin pachtete Reiske, sicher im Interesse des Egidy, 1781 im braunschweigischen Bornum am Elm ein herzogliches Klostergut. Auch bei dessen Verwaltung zeigte sie sich sehr geschäftstüchtig. Mit Egidys Heirat 1789 wurde ihre Gemeinschaft beendet.
Daraufhin zog Reiske in ihren Geburtsort Kemberg, wo sie ein Haus erwarb und ihre Arbeit bis zum Tod weiterführte.
Allgemein von ihren Zeitgenossen sehr hoch geachtet, verstarb sie als das Idealbild einer klugen und gelehrten Frau.
Zur Ehrung von E.C. Reiske erhielt 2012 die Schule in Kemberg den Namen "Ganztagsschule Ernestine Reiske". 2015 errichtete man vor dem Gebäude zudem eine Skulptur (von Carina Engelhardt) der Reiske.

## Schriften (Auswahl)
- Eine Rede des Libanius. Zum erstenmale aus einer Handschrift der Churfl. Bibliothek zu München abgedruckt. Leipzig 1775
- Hellas. 1. Bd. Mitau 1778, 2. Bd. Mitau 1779
- Zur Moral, aus dem griechischen übersetzt. Dessau und Leipzig 1782
- Lebensbeschreibung Johann Jacob Reiske. Leipzig 1783
- Ernestine Christine Reiske. Ausgewählte Briefe. St. Ingbert 1992, hrsg. von Anke Bennholdt-Thomsen und Alfredo Guzzoni ISBN 3-924555-89-3